# ألكسندرا إسكوبار
ألكسندرا إسكوبار هي رباعة إكوادورية، ولدت في 17 يوليو 1980 في إسمرالداس في الإكوادور.

## وصلات خارجية
- ألكسندرا إسكوبار على موقع الاتحاد الدولي (الإنجليزية)
- ألكسندرا إسكوبار على موقع اللجنة الأولمبية الدولية (الإنجليزية)
- ألكسندرا إسكوبار على موقع أوليمبيديا (الإنجليزية)